# クライド・オーティス
クライド・オーティス（Clyde Otis、1924年9月11日 – 2008年1月8日）は、ミシシッピ州ジェファーソンデイビス郡プレンティス生まれの、アメリカ合衆国のソングライター、音楽プロデューサーで、特に歌手ブルック・ベントンと組んだ作品で知られており、アフリカ系アメリカ人では初めて、大手のレコード会社のA&R担当役員となった。
音楽著作権管理団体（厳密にはPerformance rights organisation (PRO)）Broadcast Music, Inc. (BMI) によれば、オーティスが作者、ないし共作者に名を連ねている曲は800曲近くあるという。

## 初期の経歴
第二次世界大戦中、アメリカ海兵隊で兵役に就いていたオーティスは、戦後にニューヨークへ移り住み、かつて海兵隊で同僚だったボビー・トゥループが「ルート66」などの作者として有名になっていったことに示唆を受け、自分でも曲を書き始めた。オーティスの最初の成功は、ナット・キング・コールが取り上げた「That's All There Is to That」で、この曲は1956年に『ビルボード』誌のトップ20入りを果たした。

## A&R 担当役員
1958年、マーキュリー・レコードにA&Rディレクターとして入社したオーティスは、ブルック・ベントンのために曲を書き、制作もしはじめた。この共同作業から、「It's Just a Matter of Time」、「Endlessly」、「So Many Ways」、「Kiddio」、さらにノヴェルティ・ソング「The Boll Weevil Song」などが生まれた。
オーティスはベントンとダイナ・ワシントンのデュエット曲も多数制作して「Baby (You've Got What It Takes)」、「 A Rockin' Good Way (To Mess Around and Fall in Love)」などを送り出し、ワシントンのソロ曲でも、最も有名な定番曲である「What a Difference a Day Makes」や「This Bitter Earth」を制作した。
オーティスは、このほかにも、サラ・ヴォーン「Broken-Hearted Melody」、ティミー・ユーロ「Hurt」、ザ・ダイアモンズ、「The Stroll」などを手がけ、共作者に名を連ねた。1962年には、マーキュリーが出した51曲のチャート・ヒット曲のうち、33曲がオーティスが手がけたものであった。

## クライド・オーティス・ミュージック・グループ
マーキュラーを離れた後、オーティスは短期間リバティ・レコードで働いたが、やがて自身の音楽出版社クライド・オーティス・ミュージック・グループ (the Clyde Otis Music Group) を立ち上げ、テネシー州ナッシュビルヘ移って、独立した音楽プロデューサーとして活動するようになり、カントリー歌手のチャーリー・リッチやソニー・ジェイムスのセッションの制作にあたった。オーティスが書いた楽曲は、エルヴィス・プレスリー、アレサ・フランクリン、ジョニー・マティス、パティ・ペイジによっても取り上げられた。1970年代後半には、再びブルック・ベントンと組んで、いろいろなレーベルからアルバムを出した。

## 受賞
1994年の第36回グラミー賞では、ナタリー・コールのアルバム『Take a Look』が最優秀ジャズ・ボーカル・アルバム賞を獲得したが、これはオーティスが制作したアルバムであった。2000年、オーティスは、リズム・アンド・ブルース財団からパイオニア賞を贈られた。

## 私生活
オーティスは、ニュージャージー州イングルウッドに、40年以上住み、当地で2008年1月8日に没した。後には、妻ルアデス (Lourdes) とふたりの息子イシドロ (Isidro) とクライド2世 (Clyde II)、娘アナルザ (AnaIza) と、5人の孫が遺された。